# Гутман, Анатолий Григорьевич
Анатолий Григорьевич Гутман (1922—1972) — участник Великой Отечественной войны, командир взвода 529-го полка 163-й стрелковой дивизии (38-я армия, Воронежский фронт), лейтенант, Герой Советского Союза (1944).

## Биография
Родился 22 июня 1922 года в городе Ростов-на-Дону в семье крестьянина. В 1941 году окончил 9 классов школы.
В Красной Армии с августа 1941 года. Участник Великой Отечественной войны с июля 1942 года.
Воевал в составе 529-го полка 163-й стрелковой дивизии 38-й армии на Воронежском фронте.
1 октября 1943 года взвод под командованием лейтенанта Гутмана захватил плацдарм на правом берегу Днепра. Немцы атаковали взвод большими силами. Анатолий Григорьевич лично повел бойцов в штыковую атаку, и гитлеровцы были вынуждены отступить. Несмотря на ранение, он уничтожил 18 солдат противника.
Указом Президиума Верховного Совета СССР «О присвоении звания Героя Советского Союза генералам, офицерскому, сержантскому и рядовому составу Красной Армии» от 10 января 1944 года за «образцовое выполнение боевых заданий командования на фронте борьбы с немецко-фашистскими захватчиками и проявленные при этом отвагу и геройство» удостоен звания Героя Советского Союза с вручением ордена Ленина и медали «Золотая Звезда». 
После войны старший лейтенант Гутман в запасе. Жил в городе Борисов Минской области. Работал инструктором отряда пожарной охраны.
Умер 17 июня 1972 года, похоронен в Борисове.

## Награды
- Медаль «Золотая Звезда» Героя Советского Союза (10.01.1944).
- Орден Ленина.
- Медали.

## Память
- В Ростове-на-Дону Гутману установлена мемориальная доска (ул. Металлургическая 100, Первомайский район)[2].
- Мемориальная доска в честь А. Г. Гутмана в Борисове (2022).